# Clément Haentjens
Pour les articles homonymes, voir Haentjens.
Pour les autres membres de la famille, voir Famille Haentjens.
 (décembre 2023).
Si vous disposez d'ouvrages ou d'articles de référence ou si vous connaissez des sites web de qualité traitant du thème abordé ici, merci de compléter l'article en donnant les références utiles à sa vérifiabilité et en les liant à la section « Notes et références ».
Clément Haentjens, né le 30 mai 1847 à Port-au-Prince et mort le 16 janvier 1923 à Paris, est un diplomate et homme politique haïtien.

## Biographie
Il est le fils du ministre Charles Haentjens et de Georgina Lynch. Il suit la même carrière diplomatique que son père et devient secrétaire de la légation d'Haïti à Washington du 27 mars 1870 à juin 1874.
Il est le premier Secrétaire d'État des Travaux publics et occupe aussi le portefeuille de l'Agriculture du 29 octobre 1889 au 1er août 1890, puis chef de cabinet particulier de Président d'Haïti du 4 août 1891 à octobre 1892.
Il retrouve par la suite un poste diplomatique en tant qu'envoyé extraordinaire et ministre plénipotentiaire d'Haïti à Londres le 8 octobre 1892, puis à Washington le 18 janvier 1893, à la suite du décès d'Hannibal Price.
Il s'installe à Paris après avoir démissionné de son poste à Washington en 1896.

## Sources
- Revue de la Société haïtienne d'histoire, de géographie et de géologie, numéros 88 à 99, 1953.
- Armelle Pouliquen, Histoire et généalogie de la famille Haentjens de Nantes, 1620-1999.